# عقيل بن محمد البدر
 عقيل بن محمد البدر حميد الدين هو الابن الأكبر للإمام محمد البدر حميد الدين آخر أئمة المملكة المتوكلية اليمنية التي انتهت باندلاع ثورة 26 سبتمبر 1962.

## السيرة الشخصية
عقب وفاة والده الإمام محمد البدر حميد الدين عام 1996 وعقيل يعتبر من أهم أفراد آل حميد الدين الأسرة الحاكمة اليمنية العريقة خاصة بعد وفاة والده في منفاه في بريطانيا الذي لجئ لها عقب حرب أهلية امتدت لثماني سنوات بعد ثورة 26 سبتمبر 1962 وإعلان الجمهورية العربية اليمنية إثر انقلاب عسكري قاده المشير عبد الله السلال بتخطيط ناصري باسم القومية العربية.